# Kurs rzeczywisty

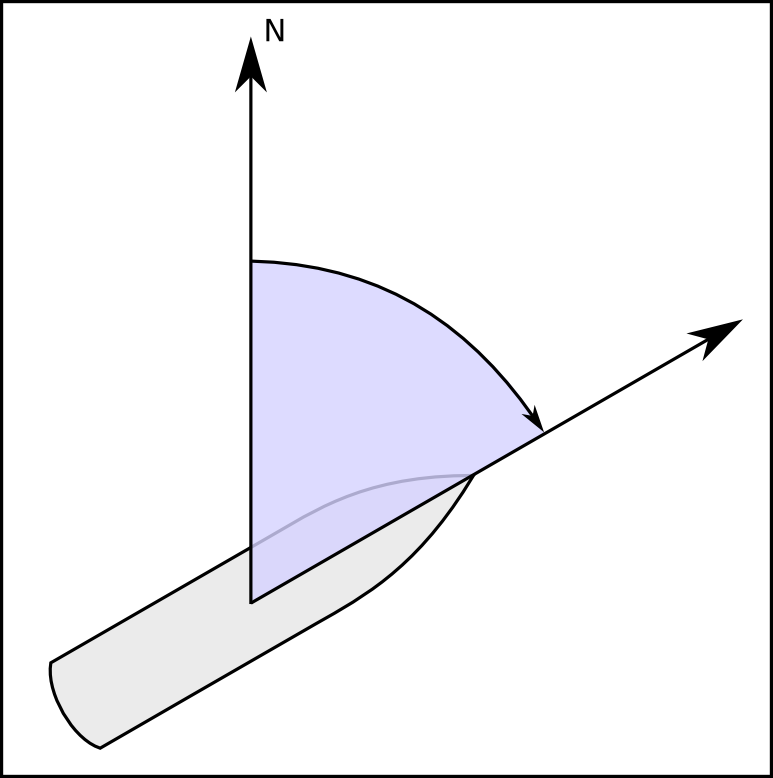

Kurs rzeczywisty (KR) – kąt zawarty między północną częścią południka rzeczywistego a dziobową częścią linii symetrii statku. W praktyce żaden przyrząd nawigacyjny nie wskazuje dokładnie kursu rzeczywistego ze względu na błąd wyznaczenia północy (kompasy) lub niedokładne określenie diametralnej (GPS). W pierwszym przypadku trzeba określić i uwzględnić całkowitą poprawkę.
- KK + cp = KR
- KR + α = KDw
- KDw + β = KDd

gdzie:
- KK – kurs kompasowy
- cp – całkowita poprawka, deklinacja magnetyczna, dewiacja kompasu
- KR – kurs rzeczywisty
- α– dryf (poprawka na wiatr)
- KDw – kąt drogi po wodzie
- β – poprawka na prąd, zob. znos
- KDd – kąt drogi nad dnem